# Костирко Андрій Іванович
Андрі́й Іва́нович Кости́рко (Костирка) (1990—2014) — солдат Збройних сил України, учасник російсько-української війни.

## З життєпису
Народився 1990 року в селі Брюховичі Перемишлянського району Львівської області. Закінчив ЗОШ села Костенів Перемишлянського району. В 2012—2013 роках проходив строкову військову службу у 80-у окремому аеромобільному полку.
Від 30 серпня 2013 року проходив військову службу за контрактом. Десантник 80-ї аеромобільної бригади, навідник. В лютому 2014-го проходив підготовку на Яворівському полігоні. Обороняв Луганський аеропорт. Загинув 17 липня 2014 року під час обстрілу терористами аеропорту — біля пожежної частини, рятуючи поранених побратимів та намагаючись погасити танковий боєкомплект.
Похований в селі Брюховичі, Перемишлянський район, Львівська область.
Без Андрія лишились батьки.

## Нагороди
- 8 вересня 2014 року — за особисту мужність і героїзм, виявлені у захисті державного суверенітету та територіальної цілісності України, вірність військовій присязі під час російсько-української війни, відзначений — нагороджений орденом «За мужність» III ступеня (посмертно).
- Нагрудний знак «За оборону Луганського аеропорту» (посмертно)
- НВК в селі Костенів Перемишлянського району присвоєно ім‘я Андрія Костирка.